# Phimenes solomone
Phimenes solomone är en stekelart som först beskrevs av Vecht 1959.  Phimenes solomone ingår i släktet Phimenes och familjen Eumenidae. Utöver nominatformen finns också underarten P. s. malaitense.